# Molophilus pinta
Molophilus pinta là một loài ruồi trong họ Limoniidae. Chúng phân bố ở miền Australasia.